# باشگاه فوتبال شرور اسپور
باشگاه فوتبال شرور اسپور (به لاتین: FK Şərurspor) یک باشگاه و تیم فوتبال در جمهوری آذربایجان است.